# 下着訪問販売の女
『下着訪問販売の女』（したぎほうもんはんばいのおんな）は、日本のオリジナルビデオ・シリーズ。メーカーはミュージアム。
高級下着の訪問販売試着会に参加した女性の変貌を描く。

## 下着訪問販売の女
- 2000年11月21日制作。教師の妻がヒロイン。いわばホットワイフ物。

### スタッフ
- 監督 永田智春
- 脚本 永田智春
- 撮影 柳田裕男

### キャスト
- 天宮かのん
- 富士とも美
- 狩野今日子
- 渥美佳子
- 樋渡剛
- 三浦清光

## 下着訪問販売の女2
- 2000年制作。証券会社に勤務するエリート女性がヒロイン

### スタッフ
- 製作 尾山宏伸
- 監督 尾山宏伸
- 脚本 前田順之助
- 撮影 柳田裕男

### キャスト
- 渓未奈子
- 中満誠治
- 大城英司
- 甲斐ます美